# تپه کهنه گورستان شوراب
تپه کهنه قبرستان شوراب مربوط به دوران‌های تاریخی پس از اسلام است و در شهرستان بوئین‌زهرا، بخش آوج، روستای شوراب واقع شده و این اثر در تاریخ ۲۵ خرداد ۱۳۸۱ با شمارهٔ ثبت ۵۷۴۹ به‌عنوان یکی از آثار ملی ایران به ثبت رسیده است.